# Eötvös Leó
Eötvös Leó, eredetileg Silberstein Leó (Budapest, 1881. szeptember 9. – Budapest, 1920. július 28.) újságíró, Silberstein Adolf újságíró, kritikus fia.

## Élete
Silberstein Adolf (1845–1899) és Denneberg Ernesztina fia. Középiskolai tanulmányait a Budapesti Evangélikus Főgimnáziumban végezte, majd a Budapesti Tudományegyetemen szerzett jogi végzettséget. Újságírói pályáját a radikális Magyar Szóban kezdte Mezőfi Vilmos mellett, majd Vázsonyi Vilmos lapjának, A polgárnak lett politikai és parlamenti riportere. Később a függetlenségi párti Egyetértés munkatársaként dolgozott. Annak megszűnése után a Politisches Volksblatt munkatársa volt, s közreműködött a Budapesti Újságírók Egyesületének Almanachjának szerkesztésében. Emellett jelentek meg cikkei az Egyenlőség hasábjain is. Az első világháború alatt a Déli Hírlapnál is dolgozott. Politikai tanulmányokon kívül kiterjedt műfordítói tevékenységet is kifejtett. Halála előtti években az Újságírók Háztartási Szövetkezetének igazgatója volt.
Házastársa Stern Magdolna volt, akit 1917. december 11-én Budapesten vett nőül, ám két évvel később elváltak.
A Kozma utcai izraelita temetőben nyugszik (11-3-13).

## Művei
- A Budapesti Újságírók Egyesülete almanachja. 1911. Szerk. Szabados Sándorral. (Budapest, 1911)
- A Budapesti Újságírók Egyesülete almanachja. 1912. Szerk. Többekkel. (Budapest, 1912)
- A Budapesti Újságírók Egyesülete almanachja. 1913. Szerk. Szabados Sándorral. (Budapest, 1913)